# Surviv.io
Surviv.io — це двовимірна двовимірна онлайн - гра «Королівська битва» на базі браузера, створена Джастіном Кімом і Ніком Кларком. Він був випущений у жовтні 2017 року на своєму веб-сайті для настільних браузерів  і в жовтні та листопаді 2018 року відповідно для пристроїв iOS та Android.  Подібно до інших ігор у жанрі Battle Royale, гравці билися з іншими гравцями на великій карті з точки зору зверху вниз , шукаючи припаси та зброю.  Гра також підтримувала командні режими для двох або чотирьох гравців  і також могла грати в мобільних браузерах . 
У грудні 2019 року Surviv.io був придбаний веб-сайтом онлайн-ігор Kongregate . 
У вересні 2020 року Surviv.io вийшов у Steam . 
14 лютого 2023 року Kongregate оголосив, що припиняє роботу Surviv.io. 

## Ігровий процес

Модель гравця в Surviv.io

Гравці, яких також називали «Вижили», були представлені круглими фігурами на двовимірному ігровому полі, схожому на сітку, оточеному круглою «Червоною зоною», яка зменшувалася під час гри. Гравці в «Червоній зоні» втрачали здоров’я щосекунди, і кількість втраченого здоров’я за секунду збільшувалася в ході гри.  Гравці починали лише кулаками, а додаткове спорядження знаходили в ящиках, що ламаються, і об’єктах, розташованих на карті, а також у будинках та інших будівлях.     У кожній грі була випадково згенерована карта з розташуванням будівель і здобичі кожного разу. Гравці скидали всі свої предмети після смерті, і останній живий гравець вигравав матч.
У грі була чергування режимів обмеженого часу зі спеціальними режимами гри, які пропонують ексклюзивну зброю та предмети. 

### Обладнання
Зброя в Surviv.io варіювалася від дробовиків ближнього бою та автоматів до снайперських і штурмових гвинтівок. Також можна знайти зброю ближнього бою, наприклад катани та метальні гранати.  Для більшості видів зброї потрібні додаткові боєприпаси, які знаходяться окремо.  Приціли надають гравцям ширший огляд навколишнього середовища, який змінюється від 1x (найменше поле зору) до 15x (найбільше поле зору). Жилети та шоломи захищали гравця та відрізнялися за рівнем захисту.   Гравці зцілювалися за допомогою витратних лікувальних предметів.

## Розвиток
Surviv.io був розроблений Джастіном Кімом і Ніком Кларком.   Кім заявив, що їхня філософія дизайну під час розробки гри полягала в тому, щоб дозволити гравцеві входити в гру якомога швидше, мінімізуючи час між матчами. 
У грудні 2019 року Surviv.io був придбаний веб-сайтом онлайн-ігор Kongregate, і компанія взяла на себе розробку гри.   У прес-релізі компанія заявила, що сподівається «інвестувати в функції гри, особливо на мобільних пристроях». Співавтор Джастін Кім висловив, що команда була «рада, щоб команда Kongregate створювала нові функції та розширювала досвід гравців протягом наступних років». 
У 2020 році Кім і Кларк оголосили, що візьмуть перерву, і розробку повністю передадуть Kongregate.
14 лютого 2023 року Kongregate оголосив, що Surviv.io припинить свою роботу. 

## Рецепція
PC Gamer високо оцінив швидкий ігровий процес і короткий час підбору матчів , назвавши її «однією з найприємніших ігор BR». 
У травні 2018 року VG247 описав гру як «найпопулярнішу назву королівської битви після Fortnite і PlayerUnknown's Battlegrounds ». 